# Réseau de santé Vitalité
Le Réseau de santé Vitalité (anglais : Vitalité Health Network) est l'une des deux entités administratives responsable des hôpitaux et des services de santé dans la province canadienne du Nouveau-Brunswick. Le Réseau de santé Vitalité, qui dépend du Ministère de la Santé du Gouvernement du Nouveau-Brunswick, couvre la région du nord et du sud-est de la province et gère 11 hôpitaux et 30 cliniques et centres médicaux.
Son siège social se situe à Bathurst.

## Hôpitaux
- Hôpital régional Chaleur, Bathurst
- Hôpital de l'Enfant-Jésus, Caraquet
- Hôpital de Tracadie-Sheila, Tracadie-Sheila
- Hôpital et Centre de santé communautaire de Lamèque, Lamèque
- Centre hospitalier universitaire Dr-Georges-L.-Dumont, Moncton
- Hôpital Stella-Maris-de-Kent, Sainte-Anne-de-Kent
- Hôpital régional d'Edmundston, Edmundston
- Hôpital général de Grand-Sault, Grand-Sault
- Hôtel-Dieu Saint-Joseph de Saint-Quentin, Saint-Quentin
- Hôpital régional de Campbellton, Campbellton
- Centre hospitalier Restigouche, Campbellton

## Politique linguistique
La langue de fonctionnement interne du réseau Vitalité est le français, tandis que le réseau Horizon fonctionne en anglais. Toutefois, chaque réseau offre ses services au public dans les deux langues officielles.